# Gampel-Bratsch
Gampel-Bratsch je obec ve švýcarském kantonu Valais, okrese Leuk. Žije zde přibližně 2 000 obyvatel.
Obec vznikla 1. ledna 2009 sloučením bývalých samostatných obcí Gampel a Bratsch.

## Geografie

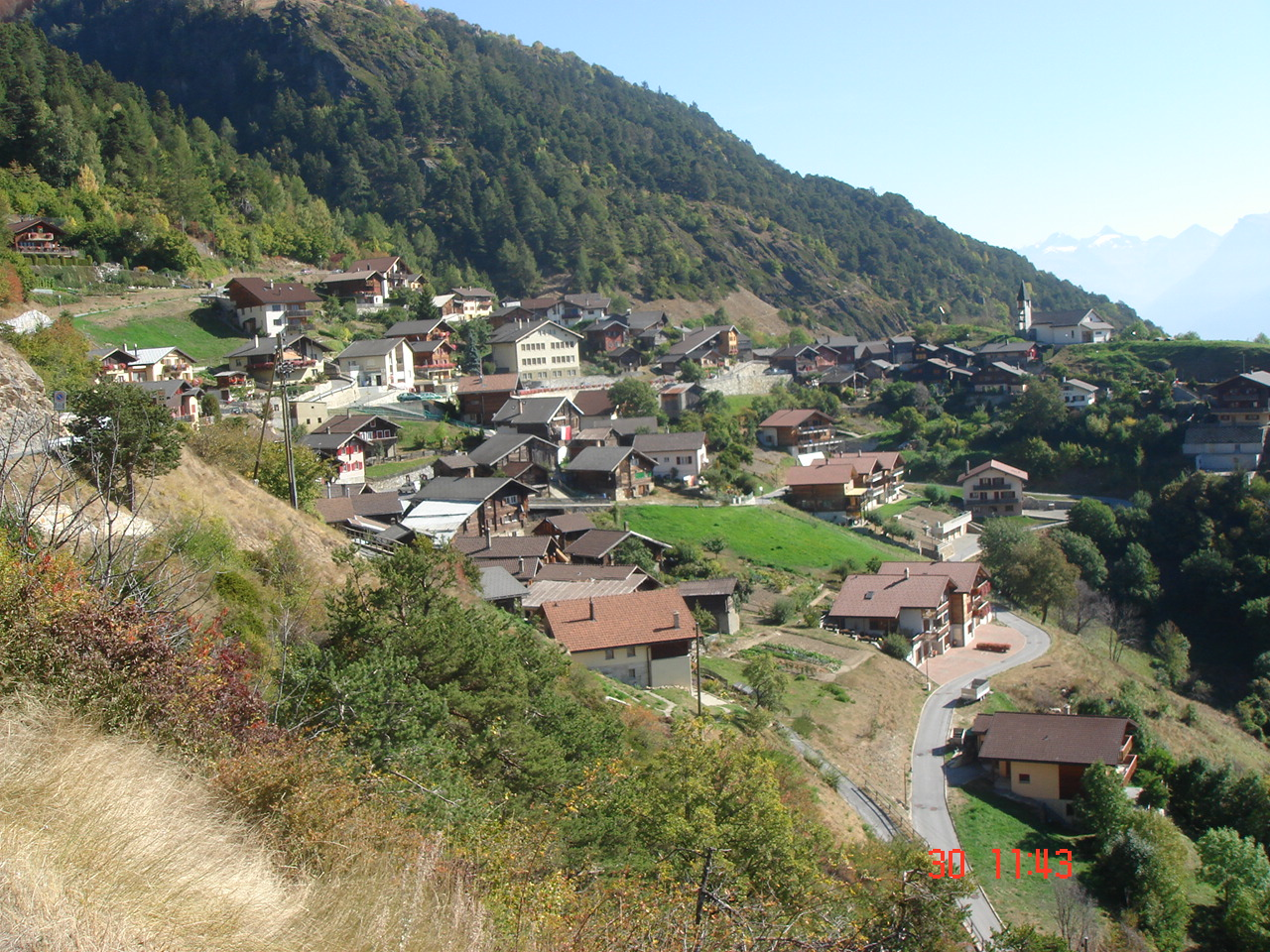
Bratsch

Obec se nachází v horní německy mluvící části údolí Rhôny na jižním konci údolí Lötschental. Gampel-Bratsch je nejvýchodnější obcí okresu Leuk a hraničí s řekou Lonza.
Obec se skládá z místních částí Gampel (cca 1300 obyvatel), Niedergampel (cca 450 obyvatel), Bratsch (cca 100 obyvatel) a osad Jeizinen a Engersch.
Rozloha obce činí 2310 ha. Přibližně 1200 ha je využíváno zemědělsky (orná půda, vinice a pastviny) a asi 550 ha tvoří lesy (především borovice, jedle a modříny). Zbývajících 550 ha je neproduktivních (skály, stepní porosty).
Obec je na jihu ohraničena řekou Rhônou, na západě vrcholem Steigässi u Getwingu a na severu Nivengradem v nadmořské výšce 2769 m. Na východě tvoří hranici řeka Lonza od ústí Rhôny až po přední část údolí Lötschental u Goppensteinu. Sousedními obcemi jsou na východě Steg-Hohtenn, na jihu Turtmann-Unterems, na západě Leuk a na severu Ferden.

## Historie

### Gampel

Letecký pohled (Gampel, 1955)

Gampel je poprvé zmiňován v listině z roku 1238, jako samostatná obec je Gampel poprvé uváděn v roce 1339. V roce 1545 Gampel a v roce 1674 Jeizinen vytvořily zemědělský cech (obecní právo). Gampelská kaple, zasvěcená svatému Theodulovi, byla vysvěcena v roce 1442. Stará kaple v Jeizinenu pochází z poloviny 17. století, nová kaple byla postavena v letech 1965–1966. Kaple byla postavena v roce 1952. Do roku 1663 patřil Gampel k farnosti Leuk, poté se stal samostatnou farností a postavil si kostel, který byl v roce 1880 nahrazen novým. Po sporech z roku 1616 mezi Gampelem a Stegem o přechod přes Lonzu stanovila okresní rada definitivně hranici mezi oběma obcemi; ta zároveň odpovídá hranici mezi okresy Raron a Leuk. V roce 1799 byla obec Jeizinen připojena k obci Gampel. V roce 1877 byla na Simplonské dráze postavena první společná železniční stanice pro Gampel a Steg. V roce 1897 byla v Gampeli založena společnost Lonza Elektrizitätswerke und Chem. Fabriken, předchůdce dnešní společnosti Lonza AG. Továrny Lonza v Gampelu byly nakonec opuštěny a zbourány v roce 1999.

### Bratsch
První zmínka o Bratschi pochází z roku 1228. Bratsch tvořila stejnojmenná vesnice na terase na strmém svahu, osada Änggersch na kopci nad ní a osady Getwing a Niedergampel na rovině v údolí Rhôny. Communitas, poprvé zmiňovaná ve 14. století, patřila k místodržitelství Leuk, které v roce 1613 připadlo ke stejnojmennému okrsku. Až do založení farnosti Erschmatt-Bratsch v roce 1721 podléhal Bratsch farnosti Leuk. V roce 1873 byla farnost rozšířena částečným připojením bývalé přechodné osady a současné rezidenční obce Niedergampel. Po otevření závodu Lonza v Gampelu rodiny námezdních zemědělců brzy přešly od tradičního vícestupňového smíšeného systému hospodaření - orné půdy (dvoufázový systém s povinným užíváním půdy), chovu dobytka (individuální pastevectví se společným stádem na Alp Niwen) a pěstování vinné révy v údolí - k extenzivnějším formám hospodaření.

### Sloučení obcí
Obec Gampel-Bratsch vznikla 1. ledna 2009 sloučením obcí Gampel a Bratsch. Sloučení se uskutečnilo na základě usnesení voličů obou obcí z 20. ledna 2008.

## Obyvatelstvo
| Rok            | 2010 | 2011 | 2012 | 2013 | 2014 | 2015 | 2016 | 2020 |
| Počet obyvatel | 1909 | 1911 | 1921 | 1900 | 1908 | 1909 | 1965 | 1997 |

V každodenním životě se v Gampel-Bratsch mluví walliskou němčinou, dialektem nejvyšší alemanštiny. Na konci roku 2022 uvedlo 93,2 % obyvatel jako svůj hlavní jazyk němčinu, 1,8 % italštinu a přibližně 1,0 % portugalštinu.

## Doprava

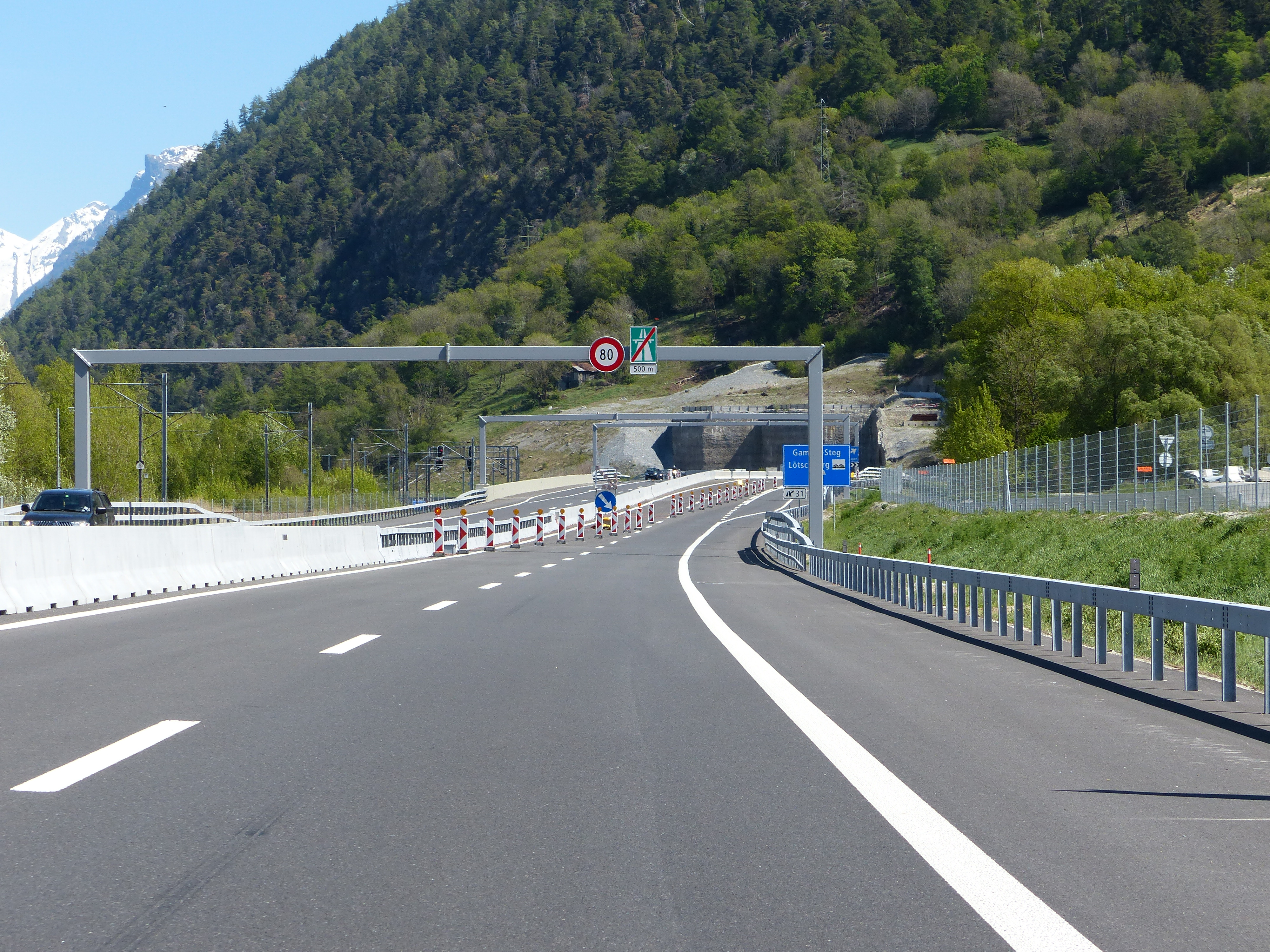
Dálnice A9 u Gampelu

Obcí prochází železniční trať Brig – Sion (Simplonská dráha). V železniční stanici Gampel-Steg, nacházející se na protějším břehu Rhôny, zastavují pouze regionální vlaky; spojení s okolními obcemi zajišťují také autobusy Postauto.
Dálnice A9 obec obchází, nejbližším sjezdem je exit 31. Do obce vedou pouze silnice nižších tříd.

## Partnerská obec
Počátkem 70. let 20. století převzala obec Horw v kantonu Lucern záštitu nad tehdejší obcí Bratsch a finančně podpořila řadu místních projektů. To vedlo ke vzniku partnerství s dnešní obcí Gampel-Bratsch, které trvá dosud.